# 카를로 지게르
카를로 지게르(크로아티아어: Karlo Žiger, 2001년 5월 11일 ~ )는 크로아티아의 축구 선수이며, NK 루다르 벨레네에서 골키퍼로 뛰고 있다.

## GNK 디나모 자그레브
크로아티아 자그레브에서 태어나 현지 클럽 디나모 자그레브에서 축구를 시작하였다. 2017년에는 16세의 나이로 첼시 U-18 팀에 합류하였다.

## 첼시 FC
첼시 U-18 팀에서 뛰다가 2018년 7월 계약기간 3년의 프로계약을 체결하였다. 18-19시즌 후반에 서튼 유나이티드로 임대를 떠났으나 출전 없이 복귀하였다. 2019-20시즌에는 1군 서드키퍼로 올라간 제이미 커밍과 U-23 팀에서 출전시간을 나눠가졌다.
2020-21시즌에는 제이미 커밍이 임대를 떠나면서 U-23 팀에서 더 많은 출전시간을 가져갈 것으로 보인다. 케파 아리사발라가가 부상당하면서 FC 크라스노다르 원정 경기 벤치에 앉았고, 크리스천 풀리식이 웜업 중 부상을 당하면서 번리 원정 경기에서도 벤치명단에 이름을 올렸다.